# Podmiot literacki
Podmiot literacki – kluczowa osoba występująca w dziele literackim, nadrzędna wobec reszty przedstawianych w nim treści, określająca i scalająca utwór.
W epice podmiotem literackim jest narrator, w liryce jest nim podmiot liryczny. To, co mówi podmiot literacki, pozostaje nadrzędne w stosunku do wypowiedzi bohaterów. Rolą podmiotu literackiego jest scalanie tekstu dzieła. W zależności od konwencji gatunku możemy mówić o indywidualnym charakterze i konkretności podmiotu literackiego.